# Dmytro Sycz
Dmytro Sycz – ukraiński działacz społeczny w XIX w., poseł do Sejmu Krajowego Galicji II kadencji (1867–1869), włościanin z Wetliny.
Wybrany w IV kurii obwodu Sanok, z okręgu wyborczego nr 25 Lisko-Baligród-Lutowiska.